# Hyperborea

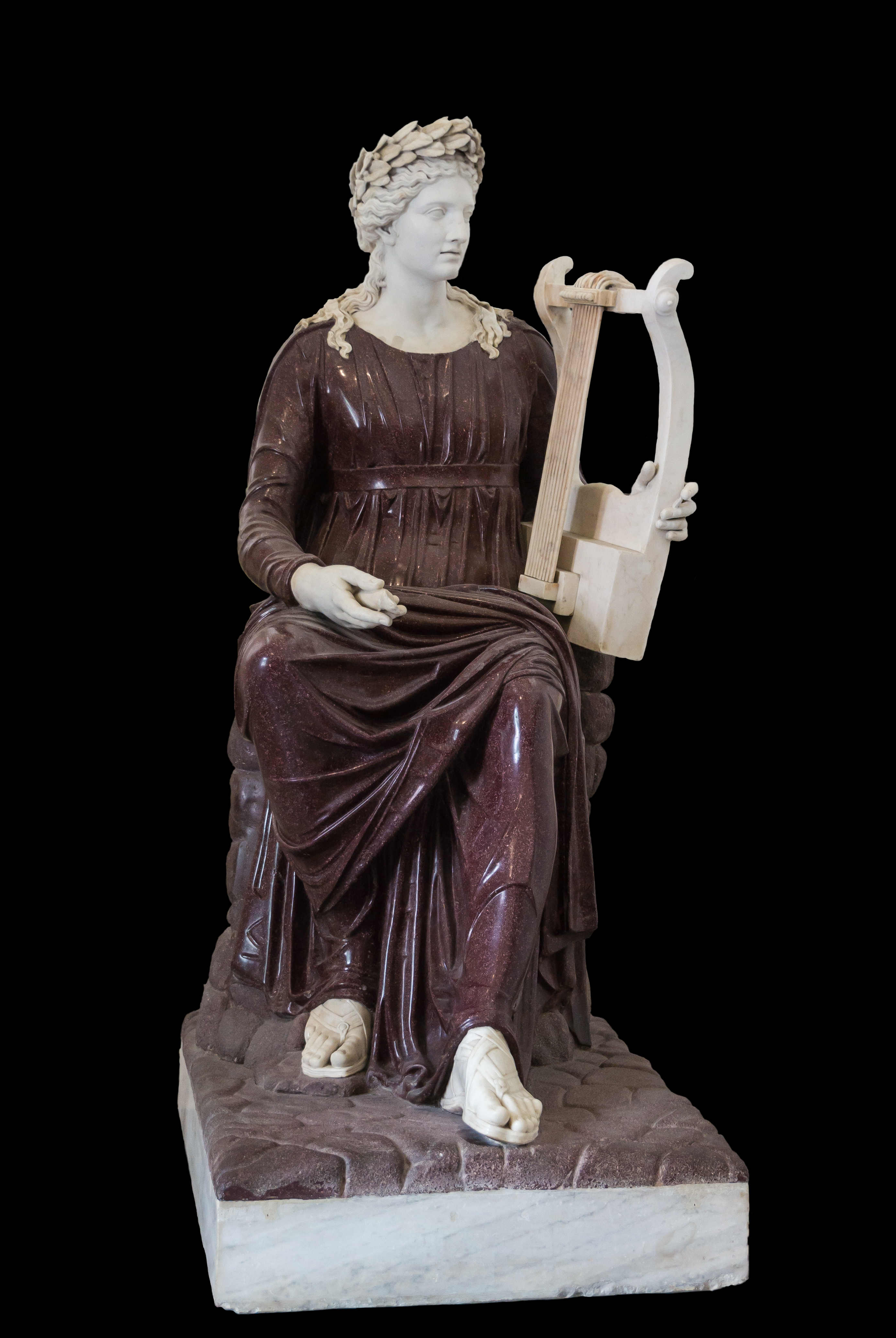
Gezeten Apollo met lier, porfier en marmer, 2e eeuw n. Chr., Farnese collectie, Museo Archeologico Nazionale di Napoli, Napels, Italië. Volgens sommigen werd Apollo na zijn geboorte op Delos naar het Noorden gevoerd, naar het land van de Hyperboreeërs. Hij groeide er binnen een jaar op tot een volwassen jongeman. Hij leefde 's winters in Hyperborea en keerde in de lente terug naar zijn hoofdresidentie Delphi.

Hyperborea of Hyperboria (Grieks: Ὑπερβορέα, 'aan de andere kant van het Noorden') was volgens de traditie van de Griekse mythologie het land van de Hyperboreeërs (Bovennoordenwindmensen), een mythisch volk dat in het verre noorden van Griekenland woonde. Dit land was perfect, met 24 uur per dag zonneschijn.
Verhalen over een land waar het zes maanden achtereen dag was en zes maanden nacht, werden ook over Ultima Thule verteld, het gebied dat het noordelijkst en verst van de bewoonde wereld afgelegen was. Het werd onder meer door Plinius de Oudere verteld, die het van Pytheas had, die in de 4e eeuw v. Chr. als eerste Griek naar Brittannië reisde, en mogelijk zelf de zesdaagse zeereis naar het noordwesten maakte en misschien IJsland bezocht. Pytheas muntte als eerste Griek de term Thule en schreef een reisverslag Over de Oceaan, dat niet bewaard bleef, maar alleen deels door klassieke schrijvers werd overgenomen. Pytheas beschreef het gebied als een 'zeekwal' (pleumōn thalassios), noch aarde, noch water, maar een mix van alles, waar men noch te voet, noch per schip doorheen kon komen. De bewoners van de koude zone zouden evengoed honing eten.
Volgens de theosofie was Hyperborea het tweede continent, waar reusachtige mensen leefden, vóór Atlantis en Lemurië. Hyperborea zou door water zijn vergaan. Groenland, Spitsbergen en Noord-Azië zouden er deel van hebben uitgemaakt, toen er een eeuwige lente heerste. De bewoners, de reusachtige Hyperboreeërs, zouden er een fysiek proces hebben doorgemaakt van toenemende 'verstoffelijking'.

### Anaximander
Anaximander (ca. 610-ca. 546 v. Chr.) maakte een 'eerste' wereldkaart met in het noorden voorbij de Scythen eerst het land van onbewoonbare kou, dan de 'Rhipaeïsche bergen' (mogelijk het Oeralgebergte) en ten slotte het land van de Hyperboreeërs. Anaximander sprak ook al van een Atlantische Oceaan, vóór Herodotus, en vóór Plato zijn verhaal over Atlantis schreef.

### Pausanias
Van de zijde van de Hyperboreeërs werden mysterieuze geschenken verzonden, verpakt in stro, die eerst bij Dodona terechtkwamen en vandaar doorgegeven werden van volk op volk totdat ze terechtkwamen bij Apollo's tempel op Delos (Pausanias).
Ook Theseus en Perseus bezochten volgens klassieke mythen de Hyperboreeërs.

### Plinius, Vergilius en Cicero
Het opmerkelijke aan Hyperborea is dat het een van een aantal terrae incognitae was van de Grieken en de Romeinen, waar Plinius en Herodotus, alsook Vergilius en Cicero, verslag doen van een volk dat leeftijden behaalde tot 1000 jaar en genoten van levens in complete gelukzaligheid.

### Herodotos, Hesiodos, Homeros
Volgens Herodotus (4.13) leefden de Hyperboreeërs voorbij de Arimaspi (éénogigen, Scytisch arima één, spen oog) en werden de Arimaspen bezocht door Aristeas Kaustrobios van Reeëneiland, van wie men zegt dat hij een gedicht in hexameters over hen geschreven heeft (Arimaspea, nu verloren gegaan). Hesiodus noemt de Hyperboreeërs, volgens Herodotus, "en Homerus ook in de Epigonoi, als dat werkelijk van zijn hand is". Bovendien zou de zon slechts één keer per jaar opkomen en ondergaan in Hyperborea. Hyperborea strekte zich uit voorbij het land van de griffioenen. Grote hoeveelheden goud bevonden zich in dat land, bewaakt door griffioenen.
Herodotus vertelt net als Pausanias het verhaal hoe de offers van de Hyperboreeërs verpakt in stro van tarwe naar de Scythen gebracht werden en van hen naar het westen, naar het gebied van de Adriatische Zee. Vandaar naar Griekenland in het zuiden naar de Dodoniërs, de Maliacische Golf, Euboea, Carystus, Tenos en Delos (het eiland waar de tweeling Apollo, de zonnegod en Artemis, de maangodin, geboren werd).
Volgens de Deliërs, die het meest over de Hyperboreeërs wisten te vertellen, brachten twee vrouwen, Hyperoche en Laodice, het eerste offer van de Hyperboreeërs. Ze werden door vijf mannen onderweg beschermd. Tezamen heetten ze de Perphereeën en in Delos werd hen grote eer gebracht. Toen de Hyperboreeërs merkten dat hun afgezanten niet terugkeerden, begonnen ze vanaf dat moment hun offer in tarwestro te wikkelen en naar hun grens te brengen, vanwaar het offer telkens werd doorgegeven tot het Delos bereikte (IV,33). Hyperoche en Laodice stierven in Delos en hadden er hun graf, links van waar men het terrein van Artemis betrad. Arge en Opis waren twee andere Hyperboreese maagden, die Delos via dezelfde weg bereikten. Ze kwamen tegelijk met de goden van Delos: Apollo en Artemis. Arge en Opis hadden hun tombe achter de tempel van Artemis in de richting van het oosten.

## Locatie
Net als met andere van dit soort legendes kunnen sommige details in overeenstemming gebracht worden met moderne kennis. Ten noorden van de poolcirkel schijnt 's zomers de zon 24 uur per dag. Aan de noordpool komt de zon slechts één keer per jaar op en gaat slechts één keer per jaar onder – waarschijnlijk de oorzaak van de foutieve conclusie dat een "dag" voor zo'n persoon een jaar lang duurt, en waardoor duizend dagen leven gelijk zou staan aan duizend jaar leven.

## Bekende Hyperboreeërs
Abaris en Ilithyia zijn Hyperboreeërs. Herodotus noemt de maagden Hyperoche, Laodice, Arge en Opis, die hun tombe hadden op Delos.

## Theosofie

### Tijdperk
Volgens de theosofie, in 1888 uiteengezet in De Geheime Leer van Helena Blavatsky, was Hyperborea een continent dat bestond tijdens het Devoon, Carboon en Perm, dat hier Primair wordt genoemd. Hyperborea werd voorafgegaan door 'het onvergankelijke Heilige Land', dat zoals de naam zegt nooit verging. Na Hyperborea ontstonden het continent Lemurië in het Secundair en Atlantis in het Tertiair. Net als later Lemurië en Atlantis ging Hyperborea door overstromingen ten onder. De theosofie hanteert een eigen chronologie die afwijkt van de wetenschappelijke tijdperken. Het Primair zou zich grofweg tussen 150 en 50 miljoen jaar geleden hebben afgespeeld. Sinds 1.6 miljoen jaar leven we volgens de theosofie op het 'vijfde' continent (Amerika, Europa en Klein-Azië), in het Kwartair.

### Locatie

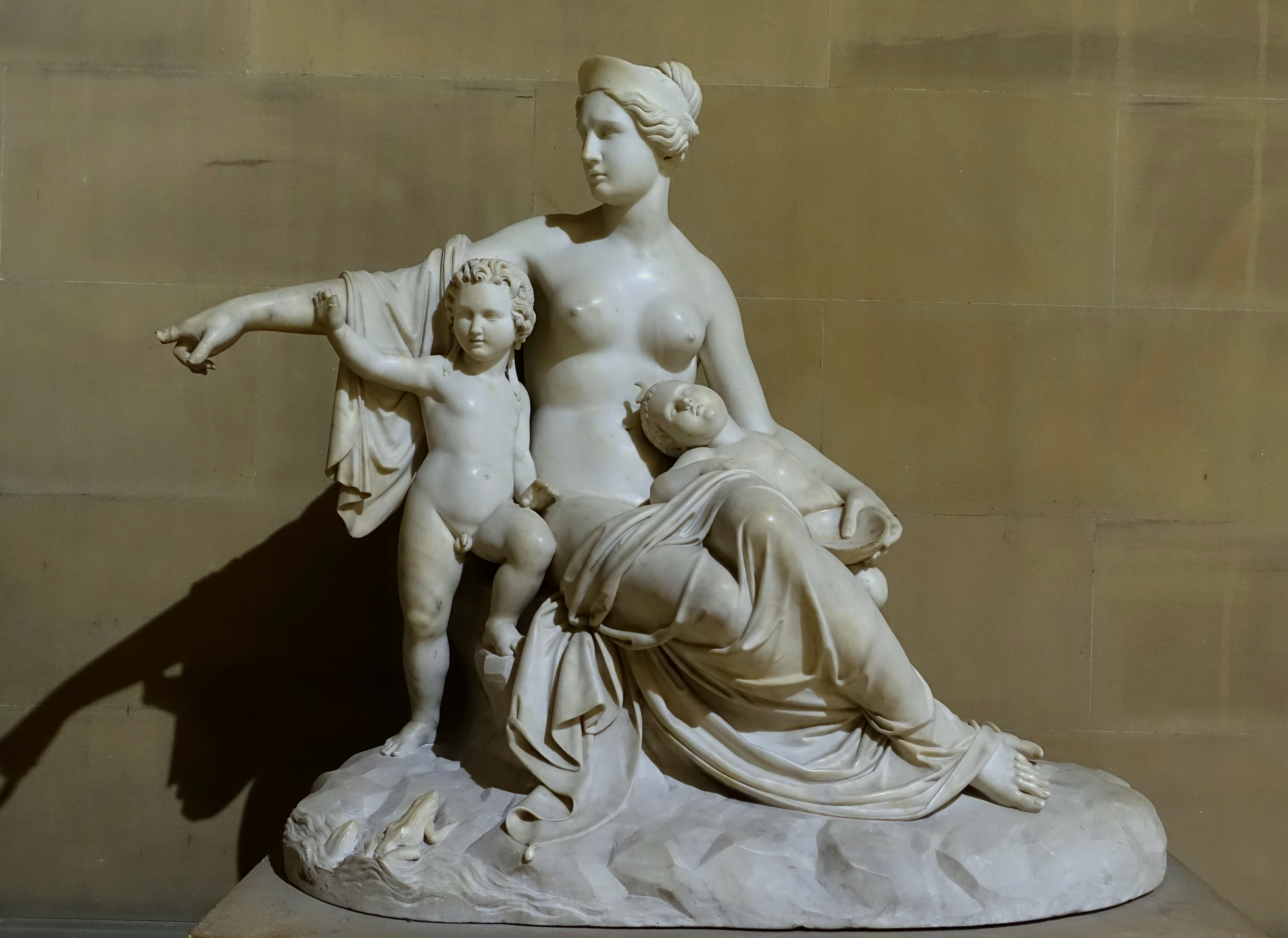
Leto met Apollo en Artemis, door Francesco Pozzi, 1824, marmer, Sculpture Gallery, Chatsworth House, Derbyshire, Engeland.

Groenland en Spitsbergen zouden overblijfselen zijn van dit tweede continent Hyperborea, 'het gezegende land van het eeuwige licht en de eeuwige zomer', achter Noorwegen of Scandinavië 'van de korte nachten en lange dagen'. Tijdens het 'Mioceen' hadden Groenland en Spitsbergen 'een bijna tropisch klimaat' en was er op Groenland 'een overvloed van bomen, zoals de taxis, de roodhoutboom, de reuzenpijnboom, verwant aan de Californische soorten, beuken, platanen, wilgen, eiken, populieren en notebomen, en ook een magnolia en een zamia'.
De oosterse overlevering zou over een 'onbekende sombere ijszee' (Noordelijke IJszee) spreken en over een 'duister gebied, waarin niettemin de Gelukkige Eilanden liggen, waarin vanaf het begin van het leven op aarde, de bron van het leven opborrelt.' Een deel van het 'eerste droge eiland (continent)', aan de andere kant van de bergen van Koh-Kaf (Kaukasus), zou zich van het hoofcontinent hebben losgemaakt en sinds die tijd zijn blijven bestaan. Koh-Kaf zou 'de stenen gordel die de wereld omringt' zijn genoemd, net als de heilige Himavat (Himalayaketen), die zich rond de wereld uitstrekt. Rondtrekkende zangers van Perzië en de Kaukasus zouden beweren 'dat er ver voorbij de met sneeuw bedekte toppen van Kap of Kaukasus een groot continent is dat nu voor allen is verborgen.'
Noord-Azië zou even oud zijn als het 'tweede Ras' van Hyperboreeërs. '(..) dat deel van de wereld dat nu bekend staat als Azië is er in een later tijdperk [van het wortelcontinent] van afgesneden en wordt nu door de ijszee ervan gescheiden. De aarde wordt vergeleken met een vrouw, de Noordpool is haar hoofd. ' Daar werd de mens geboren op de zeven zones van het onsterfelijke, het onverwoestbare van de manvantara. Daar was een eeuwige lente in de duisternis. (..) Daar verbleven de goden en daar regeert sindsdien fohat (Apâm-Napât, zoon van de etherische wateren, fohat is de 'zoon van de ether' en het licht van de LOGOS). De 'hals van Moeder Aarde' is 'de binnenzee die nu achter de ondoordringbare ijsbarrière ligt.' Het eerste continent zou zich 'als één ongebroken korst (..) over de hele noordpool' hebben uitgestrekt (..) Tijdens het tweede Ras verrees er meer land van onder de wateren als een voortzetting van het 'hoofd' uit de hals.' Mogelijk bevatte het 'de Baffinbaai en de naburige eilanden en voorgebergten.'
'Latona is geologisch gezien het continent van de Hyperboreeërs en het daar wonende ras.' Latona (Leto, 'de verborgene') was volgens de Griekse mythe de moeder van de zonnegod Apollo, 'geboren in de landen van de Hyperboreeërs, waar alle bewoners priesters van haar zoon waren, die elke negentien jaar bij de hernieuwing van de maancyclus zijn opstanding en nederdaling in hun land vierden (Diod. Sic II, 307).'

### Bewoners
De Hyperboreeërs waren, net als het vroege derde Ras, 'zweetgeborenen' , die door 'knopvorming' (ongeslachtelijke voortplanting) ter wereld kwamen.
De geschiedenis van de zweetgeborenen komt in de Vishnu Purâna voor, als de mythe, waarin de wijze en kuise yogi Kandu, verleid wordt door de apsaras (nimf) Pramlochâ, die door Indra gestuurd was om Kandu's boetedoening te verstoren. Kandu brengt '907 jaar, zes maanden en drie dagen' met Pramlochâ door, waarna hij haar vervloekt en zij wegvlucht ' terwijl ze het zweet van haar lichaam veegt met de bladeren van de bomen, als ze door de lucht snelt.' Haar kind kwam als zweetdruppels tevoorschijn uit de poriën van haar huid. De 'levende dauwdruppels' werden door de bomen opgevangen en de wind verzamelde ze tot één massa. Soma (de maan) bracht de bol tot rijpheid en het nam in grootte toe, tot er het meisje Mârishâ uit geboren werd. Volgens Blavatsky staat Kandu voor het eerste Ras, is Pramlochâ de hindoese Lilith en Mârishâ 'een symbool van het tweede Ras van de mensheid' (de Hyperboreeërs van het continent Hyperborea).

## Ariosofie
Na 1900 werd term "Hyperborea" gebruikt door de ariosofen, een antisemitische religieus-politieke stroming in Duitsland en Oostenrijk, die de esoterische leer van Blavatsky verwrong en misbruikte. De aanhangers van deze stroming meenden dat het Arische of blanke ras uit een mythische noordelijke provincie stamde, die Hyperborea of Thule werd genoemd. Deze overtuiging werd door de nazi's overgenomen en tot hoeksteen van hun rassenpolitiek gemaakt.
Volgens De Geheime Leer van Blavatsky resulteerde de beschaving van Hyperborea in die van Lemurië en vervolgens in die van Atlantis. Van Atlantis ging de beschaving over in dat van het vijfde wortelras, dat van de Ariërs ('nobelen') in Midden-Azië. Uit dit kerngebied (waar nu de Gobi woestijn ligt) ontwikkelden zich de Indiase, Perzische, Keltische en Germaanse(Scandinavische)-Slavische culturen en Annie Besant en Charles Webster Leadbeater spraken ook van de Arabische cultuur als 'arisch'. De theosofie benadrukt daarom de 'oerreligie' ('archaïsche wijsheidsreligie'), die aan alle religies in de wereld ten grondslag ligt en heeft juist niets met racisme of totalitarisme van doen. Blavatsky maakt ook duidelijk dat er tegengestelde partijen op 'occult' gebied bestaan: er is 'witte', maar ook 'zwarte magie'. Kennis kan in het algemeen zowel ten goede als ten kwade worden gebruikt. Gedegen onderzoek naar theosofie en ariosofie is dan ook noodzakelijk om goed onderscheid daartussen te kunnen maken. Volgens de theosofie kwamen de 'arische' Germanen niet van Hyperborea of Atlantis, maar net als alle andere Indo-europese volkeren uit Midden-Azië.
Voor de term 'Borea' speelt de Duits-Nederlandse geleerde Herman Wirth een belangrijke rol, die in 1935 door SS-leider Heinrich Himmler tot directeur van de Deutsche Ahnenerbe werd gemaakt.
De verzonken beschavingen van Atlantis en Hyperborea spelen een belangrijke rol in het werk van de Franse esotericus René Guénon (1886-1951), grondlegger van de filosofie van het traditionalisme, die zich met name op Wirth beroept. Guénons eerste boek tegen theosofie was Le Théosophisme: Histoire d'une pseudo-religion (1921). De reactionair-esoterische filosoof Julius Evola gebruikt voor deze beschaving het woord 'boreaal'.
De term Hyperborea wordt sinds de jaren negentig gebruikt door nationalistische en neofascistische bewegingen in de Russische Federatie om het woongebied van de etnische Russen aan te duiden. Het woord heeft een racistische en antisemitische connotatie, doordat in deze optiek joden en moslims als verdringers van de oorspronkelijke ("arische") bevolking gezien kunnen worden. Met name de invloedrijke, nationalistische politiek-filosoof Aleksandr Doegin geeft de term een centrale plek in zijn publicaties. In zijn hoofdwerk The Hyperborean Theory (Giperboreiskaia teoriia, Moskou 1993) en in latere bijdragen geeft hij uitvoerig aandacht aan het werk van Herman Wirth en Julius Evola. Hyperborea staat bij hem voor de beschaving van het Euraziatische continent, het geopolitieke centrum van de Russische federatie, dat contrasteert met de maritieme wereld van de door hem bekritiseerde Angelsaksisch-Amerikaanse cultuur.

## Divers
De term "Hyperboreeër" wordt heden ten dage soms gebruikt als aanduiding van iemand die in een koud klimaat leeft.
Het classificatiesysteem van de Library of Congress bevat een subklasse "Hyperboreaanse talen" als verzamelnaam voor de – linguïstisch gesproken los van elkaar staande – talen van volken die in de Arctische gebieden wonen, zoals de Inuit.
Hyperborea is de naam van een fictief continent waar een deel van de verhalen van Clark Ashton Smith zich afspeelt.